# ガイア理論

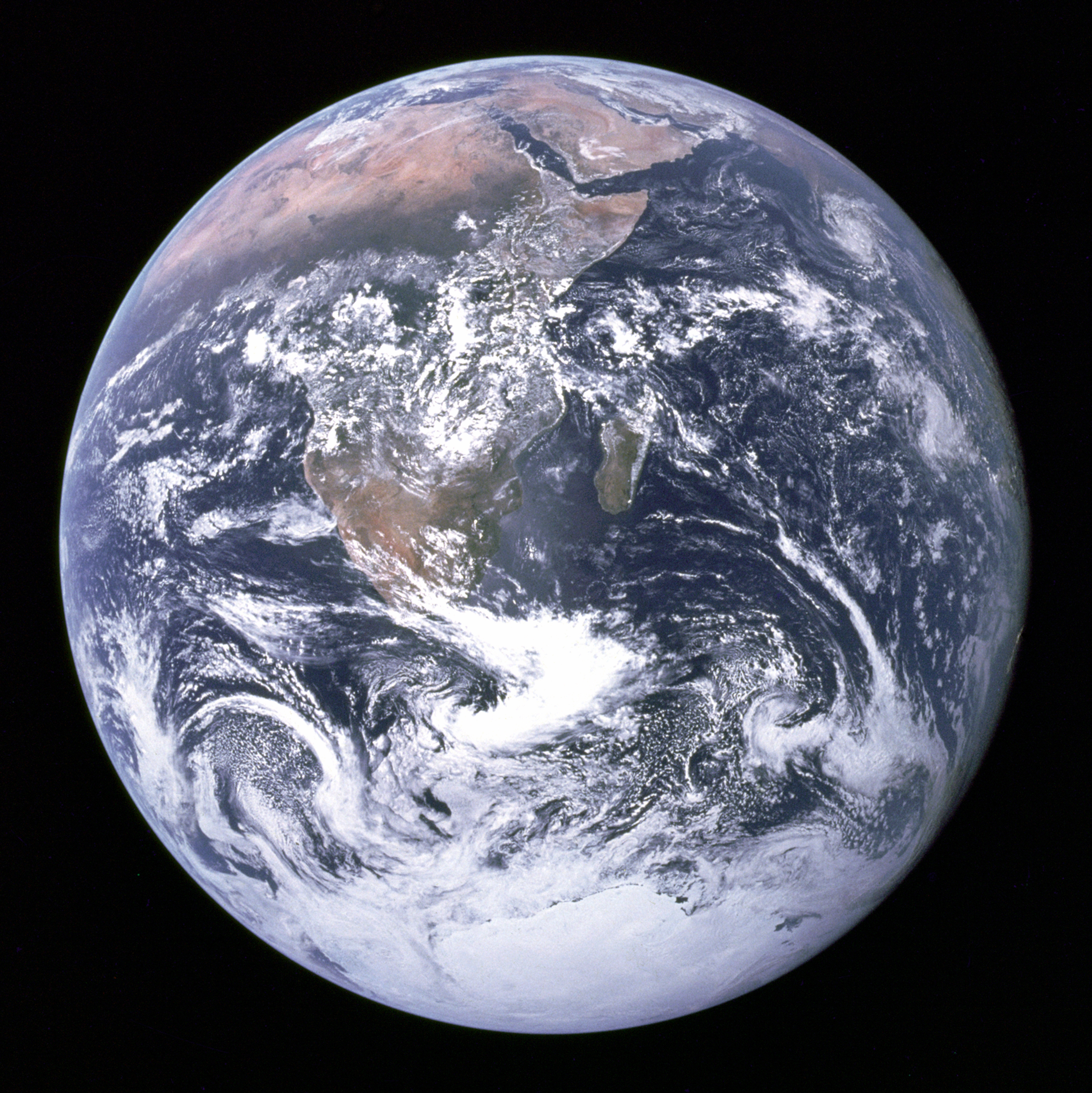
外から見た地球の写真（ブルー・マーブル）。

ガイア理論（ガイアりろん）またはガイア仮説（Gaia theoryまたはGaia hypothesis）とは、生物は地球と相互に関係し合い、自身の生存に適した環境を維持するための自己制御システムを作り上げているとする仮説。また、そのシステムをある種の「巨大な生命体」と見なす仮説である。
アメリカ航空宇宙局（NASA）に勤務していた科学者であるジェームズ・ラブロックにより提唱され、生物学者リン・マーギュリスや気象学者アンドリュー・ワトソンなどが支持した。理論名は古代ギリシア語で地球・大地を意味するガイアに由来し、『蠅の王』で知られるノーベル賞作家ウィリアム・ゴールディングの提案による。
ガイア理論は科学的な理論としては今日でも受け入れられていない。しかしながら、地球システム科学、生物地球化学、システム生態学などその後の新しい学問分野の発展に大きな影響も与えた。ガイア理論の意味するところをめぐって様々な解釈がなされ、それが多くの議論を呼ぶ原因となっている。

## 概説
ガイア理論はジェームズ・ラブロックにより1960年代に初めて提唱された。この仮説はアルフレッド・レッドフィールドやジョージ・イヴリン・ハッチンソンの先行研究をもとにしている。ラブロックは当初、この理論を「自己統制システム」と命名したが、後に作家のウイリアム・ゴールディングの提案により、ギリシア神話の女神「ガイア」にちなんだ名前へ変更した。ただし、ガイア理論につながる思想の歴史は古い。まず、ロシア文化圏では20世紀前半にガイア理論や今日の生物地球化学に近い議論がすでに行われていた（例えばウラジーミル・ヴェルナツキー）。さらに、科学的な推論方法が確立しない時代から類似の思想は繰り返し出されている（Gaia philosophyを参照）。また、ガイア理論が意味する内容も実際には非常に大きな幅がある。例えば、地球は一個の生命体であるといった最も極端な主張から、生物によって地球表層環境が変化したというより弱いものまである（James Kirchnerによる分類）。地球表層環境の変化自体は実際に観測されている事実である（例えば大気中の酸素の存在）。しかし、地球が一個の生命体であるといった強い主張は科学的な検証を欠いており、多くの科学者がガイア理論にまつわる一連の議論から距離を置く理由となっている。
提案時は主に気候を中心とした生物と環境の相互作用についての仮説であり、この相互作用には何らかの「恒常性」が認められるとしたものであった。当初より理論が目的論的で生命の自然淘汰がどのように環境に影響を与えるのかが不明であるとして批判された。著名な批判者にリチャード・ドーキンス、フォード・ドゥーリトル（Ford Doolittle）、スティーブン・ジェイ・グールド がいる。こうした批判に対して、1983年にデイジーワールドと呼ばれるコンピュータモデルが提案された。このモデル（およびその後の改良）により、自然淘汰が地球環境に実際に影響を与える可能性が示された。今日の生物地球化学や地球システム科学などの分野においては、生物の環境に与える影響や、生物と環境の共進化といった概念はなんら新しいものではない。その意味ではガイア理論は受け入れられている。ただし、目的論的な要素はそこから排除されている（そしてガイア理論という言葉も使われない）。また、今日の気候学においては、大気、海洋、陸水、氷雪、生物の相互作用を包括的に取り扱う理論（地球システムモデル）が展開されており、ガイア理論が単独で議論されることはなく、一部として取り込まれていると言える。
地球システム科学の研究者（Toby Tyrrell）による2013年の論評では次のように述べられている。
「ガイア理論はすでに過去のものである。しかしながら、その理論は多くの新しく挑戦的な疑問を提示した。私たちは、ガイア理論自体は否定しつつも、同時にラブロックの独創性・視野の広さについて高く評価している。さらに私たちは、彼の大胆な概念が地球について多くの新しい考えを生み出すとともに、その概念が、地球を理解するためには総合的な大きな視点が必要であることを支持している、ということを認識している。」
2006年、ラブロックはガイア理論を含む彼の業績によりロンドン地質学会からウォラストン賞を贈られている。

## 同理論の影響が見られる作品
- 地球交響曲 - 龍村仁監督による映画シリーズ。ジェームズ・ラブロックも出演している。
- シムアース - ガイア理論に基づいて惑星を発展させるシミュレーションゲーム。
- ファウンデーションの彼方へ - アイザック・アシモフのSF小説。人間を含むすべての生物・非生物が連帯している惑星「ガイア」が登場する。
- 46億年物語 - エニックスから発売されたコンピュータゲーム。
- クロノ・トリガーおよび続編のクロノ・クロス  - スクウェア制作のRPG。
- ファイナルファンタジーVII - スクウェア制作のRPG。
- スプリガン - 週刊少年サンデーで連載された原作：たかしげ宙、作画：皆川亮二の漫画。
- バロン - 週刊少年サンデーで連載された六田登の漫画。ヒロインが「地球の子供」を出産する。
- 天空の劫火  - グレッグ・ベアによる小説。ガイア理論を銀河規模にまで拡張された理論が作中で語られる。
- マテリアル・パズル - 月刊少年ガンガンで連載された土塚理弘の漫画。
  - マテリアル・パズル ゼロクロイツ - ガンガンONLINEで連載された原作：土塚理弘、作画：吉岡公威の漫画。
- アバター - ジェームズ・キャメロン監督、2009年公開の3D映画。
- ウルトラマンガイア - 円谷プロダクション制作の特撮テレビドラマ。ウルトラマンガイアの由来もガイア理論から来ている。
- ウルトラマンギンガS - 上記と同じく円谷プロダクション制作の特撮テレビドラマ。地球の意思そのものとされる「ビクトリウム・コア」が劇中に登場する。
- ウルトラマンZ - 上記と同じく円谷プロダクション制作の特撮テレビドラマ。特空機四号ウルトロイドゼロ並びにD4レイが完成した際、怪獣たちが一斉に暴れ出すシーンで、登場人物が怪獣の同時覚醒をガイア理論で説明している。
- 火の鳥 - 手塚治虫のシリーズ漫画。未来編に影響が強い。
- ケロロ軍曹のアニメ版第73話に理論への言及がある。
- アルトネリコ - ガスト制作のサイエンス・ファンタジーコンピュータゲームシリーズ。物語の舞台である惑星は魂により構成されており、自然現象から生命の創造に至るまで維持管理が行われている。
- ホライゾン ゼロ・ドーン - 一度絶滅した地球上の生命・生態系を再構築するための超高性能AI「ガイア」が登場する。
- SPEC〜警視庁公安部公安第五課 未詳事件特別対策係事件簿〜-日本のドラマ作品。完結編である映画版の結〜爻ノ篇〜にて、ガイア理論が重要なポイントとして扱われている。
- Seraphic Blue - 天ぷら作のフリーゲーム。舞台となる星が「ガイア」と呼ばれており、生命の循環も星の意志として行われている。
- rewrite - 作中に登場する架空の組織「ガイア」に深く関係しており、ストーリーの根幹にも影響している。
- 天地創造 (ゲーム)-物語の冒頭で語れている、地球には2つの意思が存在しており、地球の表の意思「ライトガイア」と地球の裏の意思「ダークガイア」は地球の創造と破壊を司っており、ストーリーの根幹に関わってくる。
- TYPE-MOON作品-奈須きのこが描く作品の多くが共有する世界観において、人間の集団無意識から生まれた「霊長の抑止力 (アラヤ)」と、地球の自己防衛の意思「星の抑止力 (ガイア)」と呼ばれる二つの抑止力が深く関わってくる。